# Куклачёв, Юрий Дмитриевич
Ю́рий Дми́триевич Куклачёв (род. 12 апреля 1949, Подрезково, Химкинский район, Московская область, СССР) — советский и российский артист цирка, ковёрный клоун, дрессировщик кошек, радиоведущий, писатель; народный артист РСФСР (1986), лауреат премии Ленинского комсомола (1980). Создатель и бессменный художественный руководитель Театра кошек в Москве.

## Биография
Родился 12 апреля 1949 года в селе Подрезково (Химкинский район, Московская область). Родители Дмитрий Семёнович и Валентина Ивановна были рабочими родом из Чеховского района Московской области.
С детства мечтал о профессии клоуна. В течение семи лет каждый год безуспешно пытался поступить в цирковое училище. В 1963 году поступил в московское профессионально-техническое училище № 3, где учился на печатника; работал в типографии «Молодая гвардия». Однако продолжал быть верен своей детской мечте и по вечерам занимался в народном цирке при Доме культуры «Красный Октябрь». В 1967 году стал лауреатом Всесоюзного смотра художественной самодеятельности. На заключительном концерте Всесоюзного смотра, проходившем в Цирке на Цветном бульваре, Юрий Куклачёв был отмечен специалистами и наконец-то приглашён в Государственное училище циркового и эстрадного искусства; педагогом группы был клоун Николай Кисс. В 1971 году Куклачёв окончил цирковое училище по специальности «клоун-пародист-акробат» и стал артистом Союзгосцирка, в котором проработал до 1990 года. Цирковой образ Куклачёва — простодушный и лукавый клоун-скоморох, человек из народа в стилизованной русской рубахе. Сначала работал под псевдонимом Василёк.
Куклачёв ищет свою «изюминку», то, что будет отличать его от других цирковых артистов — и в середине 1970-х годов в его выступлениях впервые появляется домашняя кошка. Кошки считаются животными, крайне сложно поддающимися дрессировке — её практически невозможно заставить делать то, чего она делать не хочет. Для того чтобы добиться результата в работе с кошками, нужно обладать знанием их повадок, терпением, умением отмечать и учитывать индивидуальные возможности каждого животного и с помощью позитивной мотивации активизировать их. По словам самого Куклачёва, к работе с кошками он пришёл случайно: однажды на гастролях он подобрал бездомного котёнка, которого забрал домой и назвал Кутька. Наблюдая за повадками кота, Куклачёв решил попробовать научить его цирковым трюкам. Однажды, придя с работы домой, Юрий Куклачёв обнаружил Стрелку — ещё одну кошку, появившуюся в доме Куклачёвых — спящую в кастрюле. Клоун несколько раз вытаскивал её из кастрюли, но та упорно залезала вновь на своё любимое место. Куклачёву пришло в голову на основе такого поведения питомца создать цирковой номер, который он назвал «Кот и повар» (название отсылает к одноимённой басне И. А. Крылова). Позже животная труппа Куклачёва пополнилась ещё одной кошкой — Ромашкой — и мальтийской болонкой по кличке Паштет. Это позволило создать новые номера с участием нескольких животных.
Номера с дрессированными кошками принесли Куклачёву всесоюзную известность; вскоре его стали отправлять и на зарубежные гастроли. В 1976 году в Канаде ему вручили награду «Золотая корона клоунов» и диплом «За гуманное отношение к животным и пропаганду гуманизма». В 1980 году Куклачёв был удостоен премии Ленинского комсомола и почётного звания «Заслуженный артист РСФСР». В 1985 году на престижном Международном цирковом фестивале в Монте-Карло Юрий Куклачёв был удостоен второй награды — «Серебряного клоуна». В 1984 году Юрий Куклачёв оканчивает театроведческий факультет Государственного института театрального искусства. В 1986 году, после выпуска программы «Цирк в моём багаже», Юрию Куклачёву было присвоено почётное звание «Народный артист РСФСР».
В 1990 году мэрия Москвы передаёт Куклачёву здание бывшего кинотеатра «Призыв» на Кутузовском проспекте, и 23 февраля 1990 года там открывается частный театр кошек (первоначальное название — «Кэт хауз», позднее — «Театр кошек Куклачёва»). Это первый театр кошек в мире; кроме кошек, в репризах участвуют и собаки. В 1994 году Юрий Куклачёв был награждён орденом Дружбы. В 2005 году Театр кошек Куклачёва получил статус государственного. За долгие годы карьеры Юрием Куклачёвым поставлены такие спектакли, как «Похитители кошек», «Принц Щелкунчик и Крысиный король», «Кошки из Вселенной», «Королева кошек», «Цирк в моём багаже», «Кошки, клоуны и любовь», «Мои любимые кошки», «Кот в сапогах», «Олимпиада кота Бориса», «Кошкин дом», «Ледяная фантазия» и многие другие.
С 2016 по 2021 год являлся членом Общественного совета при ФСИН России.
Юрий Куклачёв — основатель образовательного проекта «Школа доброты», в рамках которого разработаны методические пособия для занятий с детьми в начальных классах и проводятся детские культурно-образовательные и развлекательные мероприятия под названием «Уроки доброты». Юрий Куклачёв регулярно проводит «Уроки доброты» в школах, детских учреждениях и даже в детских исправительных учреждениях в разных городах России. В 2005 году семьёй Куклачёвых был основан Региональный общественный фонд содействия культурному и духовному воспитанию подрастающего поколения имени Ю. Д. Куклачёва.
12 апреля 2024 года во время юбилейного благотворительного эстрадно-циркового шоу «Самый добрый клоун: жемчужная нить жизни» в Vegas City Hall по случаю 75-летия у Юрия Куклачева случился обширный инфаркт. Прямо со сцены Юрия Дмитриевича увезли в больницу, где провели экстренную операцию, которая прошла успешно. Куклачёву установили кардиостимулятор и 5 стентов.

## Семья
Отец — Дмитрий Семёнович Куклачёв (1920—1997).
Мать — Валентина Ивановна Куклачёва.
Жена — Елена Исааковна Куклачёва (Гурина; род. 4 января 1948 в Москве). Юрий Куклачёв познакомился с будущей супругой в 1970 году, ещё будучи студентом циркового училища; Елена Гурина была танцовщицей, занималась в Студии Ансамбля народного танца И. А. Моисеева. Вскоре они поженились, Елена Куклачёва стала ассистировать мужу на выступлениях; в настоящее время работает в Театре кошек.
- Старший сын — Дмитрий Юрьевич Куклачёв (род. 5 августа 1975 года в Москве). Окончил Государственное училище циркового и эстрадного искусства в 1994 году и режиссёрский факультет ГИТИСа в 2002 году[1]. В 2009 году получил звание «Заслуженный артист Российской Федерации». Артист и первый заместитель художественного руководителя Театра кошек. Жена Дмитрия Куклачёва Марина также работает в Театре кошек, почётный деятель искусств города Москвы.

- Дочь — Екатерина Юрьевна Куклачёва (род. 18 ноября 1980 года в Москве)[1]. В 2003 году окончила Московский государственный текстильный университет имени А. Н. Косыгина[18]. Главный художник, заместитель художественного руководителя по общим вопросам Театра кошек Куклачёва, рисует кошек.

- Младший сын — Владимир Юрьевич Куклачёв (род. в 1983 году в Москве). Окончил Академию балета (класс П. Е. Корогодского), работал солистом Балетного театра Панова в Израиле. После завершения карьеры танцовщика работает у отца артистом в Государственном театре кошек Куклачёва в Москве[19].

## Общественная позиция
В интервью после теракта в «Крокус Сити Холле» обвинил Запад в том, что он поставляет Украине дальнобойное оружие для ударов по российской территории и призвал бомбить западные страны. Позднее сам он опроверг эту информацию, заявив, что журналисты «решили дать что-то острое».

## Санкции
За оправдание войны России против Украины находится под санкциями Совета национальной безопасности и обороны Украины от 18 апреля 2025 года «О применении персональных специальных экономических и других ограничительных мер».

## Награды
- 1976 — Золотая корона клоунов (Канада) и диплом «За гуманное отношение к животным и пропаганду гуманизма»
- 1976 — посол доброй воли (Канада)
- 1977 — почётный член клоунов Америки
- 1980 — премия Ленинского комсомола — за большие достижения в области оригинального жанра циркового искусства
- 14 февраля 1980 — Заслуженный артист РСФСР
- 1981 — премия «Золотой Оскар» (Япония)
- 1985 — приз «Серебряный клоун» на Международном конкурсе артистов цирка в Монте-Карло[7]
- 9 июня 1986 — Народный артист РСФСР
- 17 декабря 1994 — Орден Дружбы — за заслуги перед народом, связанные с развитием российской государственности, достижениями в труде, науке, культуре, искусстве, укреплением дружбы и сотрудничества между народами[8]
- 2009 — Национальная премия «Имперская культура» имени Эдуарда Володина в номинации «Детская книга» за серию книг «Уроки доброты»[24].
- 2011 — Почётный профессор Московского государственного университета культуры и искусств (МГУКИ)[25]
- 2012 — Почётный профессор Белорусского государственного университета культуры и искусств (БГУКИ)[26]
- 9 сентября 2019 — Орден Почёта — за большой вклад в развитие отечественной культуры и искусства, многолетнюю плодотворную деятельность[27]

## Фильмография
- 1976 — Дикий Гаврила — дрессировщик кошек (не указан в титрах)
- 1980 — С улыбкой доброй… (документальный; Лентелефильм)
- 1982 — Комсомол, любовь и весна (документальный)
- 1983 — А также цирк (документальный)
- 1984 — Кот и клоун (документальный)
- 1986 — Выше Радуги (художественный) — Иван Иванович
- 1986 — Микко из Тампере просит совета (художественный; СССР — Финляндия) — камео
- 1993 — Только кошки (документальный)

## Ведущий на радиостанциях
- с 1 сентября 2013 года по 20 мая 2014 года — ведущий программы «Школа доброты Юрия Куклачёва» на Детском радио. Программа продолжила вещание 17 января 2015 года в 11:00.
- с 7 сентября 2014 года — третий ведущий рубрики «Школа доброты Юрия Куклачёва» на Детском радио в программе «Семейный доктор».

## Книги
- Школа доброты
- Уроки доброты
- Юрий Куклачёв и его 120 кошек
- Друзья мои кошки
- Килька, Стрелка, Ромашка и клоун Юрашка
- Кошки в Париже[нет в источнике]
- Самый обычный сундучок
- Кошкин дом
- Духовная кулинария[28]